# Hemicaranx
Hemicaranx är ett släkte av fiskar. Hemicaranx ingår i familjen taggmakrillfiskar.
Kladogram enligt Catalogue of Life:
| Hemicaranx | \| \| Hemicaranx amblyrhynchus \| \| \| \| \| \| Hemicaranx bicolor \| \| \| \| \| \| Hemicaranx leucurus \| \| \| \| \| \| Hemicaranx zelotes \| \| \| \| |
|            | \| \| Hemicaranx amblyrhynchus \| \| \| \| \| \| Hemicaranx bicolor \| \| \| \| \| \| Hemicaranx leucurus \| \| \| \| \| \| Hemicaranx zelotes \| \| \| \| |
|            | Hemicaranx amblyrhynchus |
|            | |
|            | Hemicaranx bicolor |
|            | |
|            | Hemicaranx leucurus |
|            | |
|            | Hemicaranx zelotes |
|            | |